# Gianna Depoli
Gianna Salvioli (in arte) Depoli (Fiume, 29 giugno 1925 – Fiume, 22 gennaio 2008) è stata un'attrice teatrale italiana.

## Biografia
Gianna Salvioli  , in arte Depoli , nata a  Fiume  si trasferì poco dopo tempo a Padova dove visse fino ai vent'anni.
Nel corso della seconda guerra mondiale, tornò  a Fiume per entrare nella resistenza partigiana. Terminata la guerra entra in una compagnia teatrale amatoriale e, nel 1946, collabora per la fondazione del  Teatro del Popolo e la compagnia del Dramma Italiano, con la quale collaborerà  fino al 1978, recitando in oltre 150 commedie.
Collaborerà anche con Radio Capodistria,   Radio Fiume e Tele Capodistria, dove registra trecento puntate di radiodrammi e numerosi film per varie case di produzione della Repubblica di Jugoslavia.